# Wierzchy (gmina)
Wierzchy – dawna gmina wiejska istniejąca do 1954 roku w woj. łódzkim. Nazwa gminy pochodzi od wsi Wierzchy, lecz siedzibą władz gminy był Charchów Pański.
W okresie międzywojennym gmina Wierzchy należała do powiatu sieradzkiego w woj. łódzkim. Była to najdalej na północ wysunięta gmina powiatu. Po wojnie gmina zachowała przynależność administracyjną. Według stanu z 1 lipca 1952 roku gmina składała się z 24 gromad: Borki Drużbińskie, Bratków Górny, Charchów Księży, Charchów Pański, Chodaki, Dąbrówka Szadkowska, Drużbin, Dybów, Górki Zadzimskie, Iwonie, Kraszyn, Lipki, Pałki, Pietrachy, Piotrów, Porczyny, Pudłów Nowy, Pudłów Stary, Pudłówek, Rzechta Drużbińska, Wierzchy, Wola-Flaszczyna, Wylazłów i Żerniki.
Jednostka została zniesiona 29 września 1954 roku wraz z reformą wprowadzającą gromady w miejsce gmin.
Po reaktywowaniu gmin z dniem 1 stycznia 1973 roku gminy Wierzchy nie przywrócono, a jej dawny obszar wszedł w skład trzech gmin w powiecie poddębickim:
- Pęczniew – Borki Drużbińskie, Drużbin, Dybów;
- Poddębice – Lipki, Porczyny, Pudłów Nowy, Pudłów Stary, Pudłówek, Wylazłów;
- Zadzim – Bratków Górny, Charchów Księży, Charchów Pański, Chodaki, Dąbrówka Szadkowska, Górki Zadzimskie, Iwonie, Kraszyn, Pałki, Pietrachy, Piotrów, Rzechta Drużbińska, Wierzchy, Wola Flaszczyna, Żerniki.